# Monvalle
Monvalle (lombardul: Monvall) település Olaszországban, Varese megyében. Lakosainak száma 1921 fő (2023. január 1.). Monvalle Belgirate, Besozzo és Leggiuno községekkel határos.

## Népesség
A település népességének változása:
| Lakosok száma | 1931 | 1950 | 1921 |
|               | 2017 | 2018 | 2023 |